# Tierra de Olaf
En Una serie de catastróficas desdichas, Tierra de Olaf (Olaf-Land) es el nombre que le dio el Conde Olaf a la isla que aparece en la decimotercera novela El fin. 
Se supone que todas las cosas terminan llegando a la orilla de esa playa, incluyendo el vestido de fuego de Esmé que aparece en 'La pendiente resbaladiza'. Se desconoce el verdadero nombre de la isla. Cuando Olaf miró la isla por primera vez, informalmente la bautizó como "Tierra de Olaf" (Olaf-Land), creyendo que los habitantes era primitivos, y por lo tanto lo aceptarían como su rey. Ninguno de los habitantes nombra a la isla como "Tierra de Olaf", y de hecho   Viernes (una de las habitantes) desterró a Olaf del Arrecife Costero cuando él mismo intentaba establecerse como rey de la isla.
- Datos: Q6146678